# Chaetexorista dives
Chaetexorista dives là một loài ruồi trong họ Tachinidae.